# Plaffeien
Plaffeien (französisch Planfayon, senslerdeutsch Plaffeye(n); Freiburger Patois Pyanfayonⓘ) ist eine politische Gemeinde im Sensebezirk des Kantons Freiburg in der Schweiz. Plaffeien liegt im Senseoberland.

## Geographie

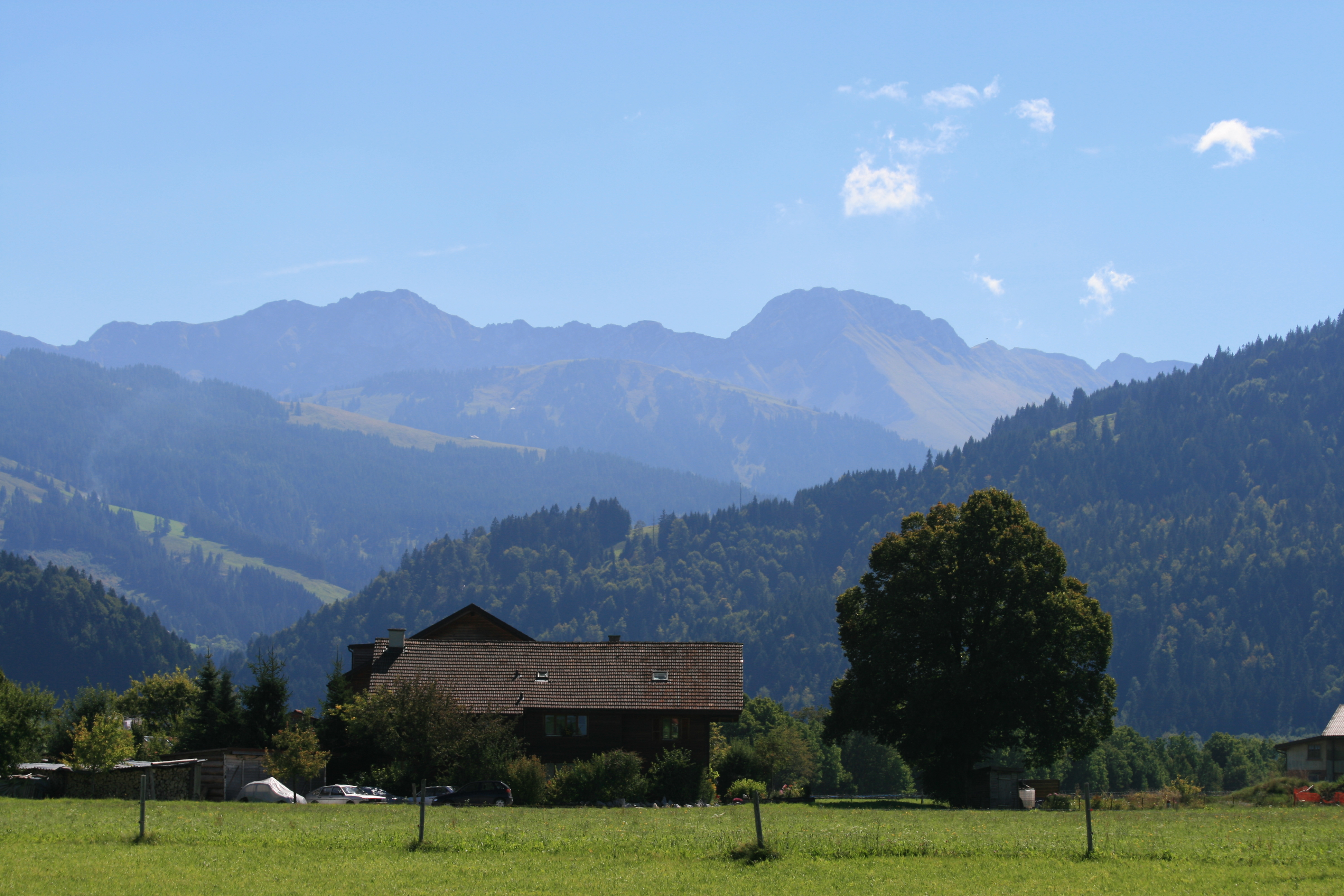
Blick von Plaffeien Richtung Schwarzseetal und Kaiseregg

Die flächenmässig zweitgrösste Gemeinde im Kanton Freiburg befindet sich im Osten des Kantons und grenzt an den Kanton Bern. Das Dorf Plaffeien liegt westlich der Sense, dem Grenzfluss zwischen den Kantonen Freiburg und Bern, auf einer kleinen Hochebene umgeben von bewaldeten Hügeln. Der Dorfkern wird durch den Dütschbach in zwei Teile getrennt. Das Gemeindegebiet reicht von den Ortsteilen Oberschrot und Zumholz weiter über das Dorfzentrum bis zum Ortsteil Schwarzsee und dem gleichnamigen Schwarzsee und den ersten Zweitausender-Bergen der Freiburger Voralpen.
Am Hang des Oberholzes (Ortsteil Oberschrot) befindet sich das Quellgebiet des Galterenbaches.
Der tiefste Punkt der Gemeinde Plaffeien befindet sich beim Sensebett im Brand mit 746 m ü. M. und der höchste Punkt auf dem Schafberg mit 2239 m ü. M.. Der Hausberg Kaiseregg hat eine Höhe von 2185 m ü. M..
Nachbargemeinden von Plaffeien sind:
Brünisried, Giffers, Jaun, Plasselb, Rechthalten, Tafers und Val-de-Charmey im Kanton Freiburg sowie Boltigen, Guggisberg und Oberwil im Simmental im Kanton Bern.

### Klima
Für die Normalperiode 1991–2020 beträgt die Jahresmitteltemperatur 7,4 °C, wobei im Januar mit −0,4 °C die kältesten und im Juli mit 16,1 °C die wärmsten Monatsmitteltemperaturen gemessen werden. Im Mittel sind hier rund 107 Frosttage und 33 Eistage zu erwarten. Sommertage gibt es im Jahresmittel 11 bis 12, während im Schnitt alle 5 Jahre ein Hitzetag zu verzeichnen ist. Die Messstation von MeteoSchweiz liegt auf einem Hügelgipfel auf einer Höhe von 1042 m ü. M. und somit knapp 200 m höher als der Dorfkern.
|                        | Jan  | Feb  | Mär  | Apr  | Mai  | Jun  | Jul  | Aug  | Sep  | Okt  | Nov  | Dez  |   |       |
| Mittl. Temperatur (°C) | −0,4 | −0,2 | 3,1  | 6,4  | 10,4 | 14,1 | 16,1 | 15,9 | 11,8 | 8,0  | 3,3  | 0,5  | ⌀ | 7,5   |
| Mittl. Tagesmax. (°C)  | 2,4  | 3,0  | 6,8  | 10,6 | 14,7 | 18,5 | 20,6 | 20,2 | 15,6 | 11,4 | 6,2  | 3,5  | ⌀ | 11,2  |
| Mittl. Tagesmin. (°C)  | −3,3 | −3,2 | −0,3 | 2,6  | 6,3  | 10,0 | 11,9 | 11,9 | 8,4  | 4,9  | −0,5 | −2,4 | ⌀ | 3,9   |
|                        |      |      |      |      |      |      |      |      |      |      |      |      |   |       |
| Niederschlag (mm)      | 54   | 52   | 66   | 87   | 145  | 138  | 144  | 147  | 111  | 104  | 75   | 75   | Σ | 1198  |
|                        |      |      |      |      |      |      |      |      |      |      |      |      |   |       |
| Sonnenstunden (h/d)    | 3,1  | 4,0  | 4,9  | 5,6  | 5,8  | 7,0  | 7,5  | 7,1  | 5,6  | 4,1  | 3,0  | 2,7  | ⌀ | 5     |
|                        |      |      |      |      |      |      |      |      |      |      |      |      |   |       |
| Regentage (d)          | 9,0  | 8,4  | 9,7  | 10,7 | 14,0 | 12,5 | 11,7 | 11,9 | 9,7  | 10,5 | 9,6  | 10,6 | Σ | 128,3 |
|                        |      |      |      |      |      |      |      |      |      |      |      |      |   |       |
| Luftfeuchtigkeit (%)   | 77   | 75   | 73   | 73   | 75   | 74   | 72   | 74   | 80   | 82   | 80   | 78   | ⌀ | 76,1  |

| −3,3 |

| −3,2 |

| −0,3 |

| 2,6 |

| 6,3 |

| 10,0 |

| 11,9 |

| 11,9 |

| 8,4 |

| 4,9 |

| −0,5 |

| −2,4 |

| −3,3 |

| −3,2 |

| −0,3 |

| 2,6 |

| 6,3 |

| 10,0 |

| 11,9 |

| 11,9 |

| 8,4 |

| 4,9 |

| −0,5 |

| −2,4 |

## Geschichte
Der Name Plaffeien leitet sich vom lateinischen planum faegum ab, was ebener Buchenwald bedeutet. Die erste urkundliche Erwähnung stammt aus dem Jahr 1148. Das Kloster Rüeggisberg besass seit seiner Gründung ein Priorat im Gebiet von Plaffeien. Weiter waren u. a. die Herren von Englisberg begütert. Wilhelm von Englisberg testierte 1319, dass seine hiesigen Eigenleute nicht höher belastet werden dürften als bisher. In der Folge gelangten diese Rechte an die Herrschaft Illens und 1474 an die Stadt Freiburg, die 1486 auch die Rechte vom Kloster Rüeggisberg erwarb.
Von 1486 bis zum Einmarsch der Franzosen in die Schweiz im Jahr 1798 war Plaffeien eine Vogtei der Stadt Freiburg. Seit 1833 ist Plaffeien eine politische Gemeinde. 1848 wurde Plaffeien mit der neuen Kantonsverfassung in den damals neu geschaffenen Sensebezirk eingegliedert. Am 31. Mai 1906 wurde fast das gesamte Dorf durch einen Brand zerstört, dem sogenannten Dorfbrand. Dabei wurden 51 Häuser, darunter auch die Kirche und das Schulhaus, Opfer der Flammen. 62 Familien bzw. 274 Personen wurden obdachlos. Seit dem Jahr 1979 ist Kasterlee (Belgien) eine Partnergemeinde von Plaffeien. Seit 2012 ist Plaffeien Mitglied beim Naturpark Gantrisch.
Bei der Volksabstimmung vom 27. September 2015 stimmten die Stimmberechtigten der Gemeinden Zumholz, Oberschrot und Plaffeien für eine Fusion der drei Gemeinden. Diese trat zum 1. Januar 2017 in Kraft. Die neue Gemeinde erhielt dadurch ein neues Wappen.

Das alte Wappen von Plaffeien

Das neue Wappen von Plaffeien

## Verkehr
Plaffeien ist verkehrsmässig recht gut erschlossen. Es gibt Hauptstrassen von Freiburg und Düdingen nach Plaffeien und eine Hauptstrasse weiter bis nach Schwarzsee.
Zudem beginnt in Plaffeien (Zollhaus) die Passstrasse via Sangernboden über den Gurnigel nach Dürrbach (Weiler der Gemeinde Riggisberg).
Durch vier Buslinien der Freiburgischen Verkehrsbetriebe (TPF), welche die Strecken ab Bahnhof Fribourg/Freiburg bzw. Düdingen nach Plaffeien bedienen, sowie einer Postautolinie von Riggisberg über den Gurnigelpass via Sangernboden nach Plaffeien und weiter bis nach Schwarzenburg ist die Gemeinde Plaffeien an das Netz des öffentlichen Verkehrs angebunden.
- 123: Freiburg, Busbahnhof – Tafers – Plaffeien – Schwarzsee

- 127: Freiburg, Busbahnhof – Bürglen – St. Ursen – Plaffeien

- 129: Freiburg, Busbahnhof – Marly – Tentlingen – Giffers – Plaffeien
- 125: Düdingen, Busbahnhof – Tafers – Plaffeien – (Schwarzsee)

- 323: (Gurnigel-Linie) Riggisberg – Gurnigel – Plaffeien – Schwarzenburg

## Bevölkerung
Mit 3668 Einwohnern (Stand 31. Dezember 2023) gehört Plaffeien zu den mittelgrossen Gemeinden des Kantons Freiburg. Ende 2015, vor der Fusion mit den Gemeinden Oberschrot und Zumholz, betrug die Einwohnerzahl 1982.
Die im Sensebezirk gesprochene Mundart wird als «Senslerdeutsch» bezeichnet und gehört zum Höchstalemannischen.

## Persönlichkeiten
- Cyrill Brügger (1938–2025), Schweizer Politiker (SP)
- Daniel Bürdel (* 1974), Schweizer Politiker (CVP)
- Bruno Jelk (* 1943), Schweizer Bergretter
- Markus Maire (* 1970), Schweizer Steinstosser
- Rudolf Marro (* 1953), Schweizer Ringer
- Sibylle Matter (* 1973), Schweizer Triathletin
- Hans-Peter Pellet (* 1970), Schweizer Schwinger
- Sue Piller (* 2005), Schweizer Skirennfahrerin
- Leandro Zbinden (* 2002), schweizerisch-brasilianischer Fussballtorhüter
- Paul Zbinden (* 1938), Schweizer Politiker (CVP)

## Sehenswürdigkeiten

### Pfarrkirche Maria Geburt
Die nach dem Dorfbrand neu erbaute römisch-katholische Pfarrkirche Maria Geburt wurde 1910 geweiht. Sie ist die grösste neuromanische Kirche des Kantons Freiburg. Die reichhaltigen Malereien wurden durch Oswald Pilloud (1873–1946) und Otto Haberer-Sinner (1866–1941) im Stil der Beuroner Kunstschule geschaffen.

### Eispaläste Schwarzsee
Seit 1980 werden zwischen Plaffeien und Schwarzsee jeden Winter Eispaläste erstellt.

### Breccaschlund
1996 wurde der Breccaschlund, ein Hochtal südlich des Schwarzsees, in das Bundesinventar der Landschaften und Naturdenkmäler von nationaler Bedeutung (BLN) aufgenommen.
- Nr. 1514, Bezeichnung: Breccaschlund

### Veranstaltungen
In der Gemeinde Plaffeien gibt es mehrere jährlich stattfindende Veranstaltungen. die eine grosse Anzahl Besucher anziehen.
Wichtige Veranstaltungen sind beispielsweise: Plaffeier Fasnacht, Plaffeie-Määret (findet viermal im Jahr, jeweils am dritten Mittwoch im April, Mai, September und Oktober statt), Schwing- und Älplerfest Schwarzsee und Alpabzug.

## Bilder

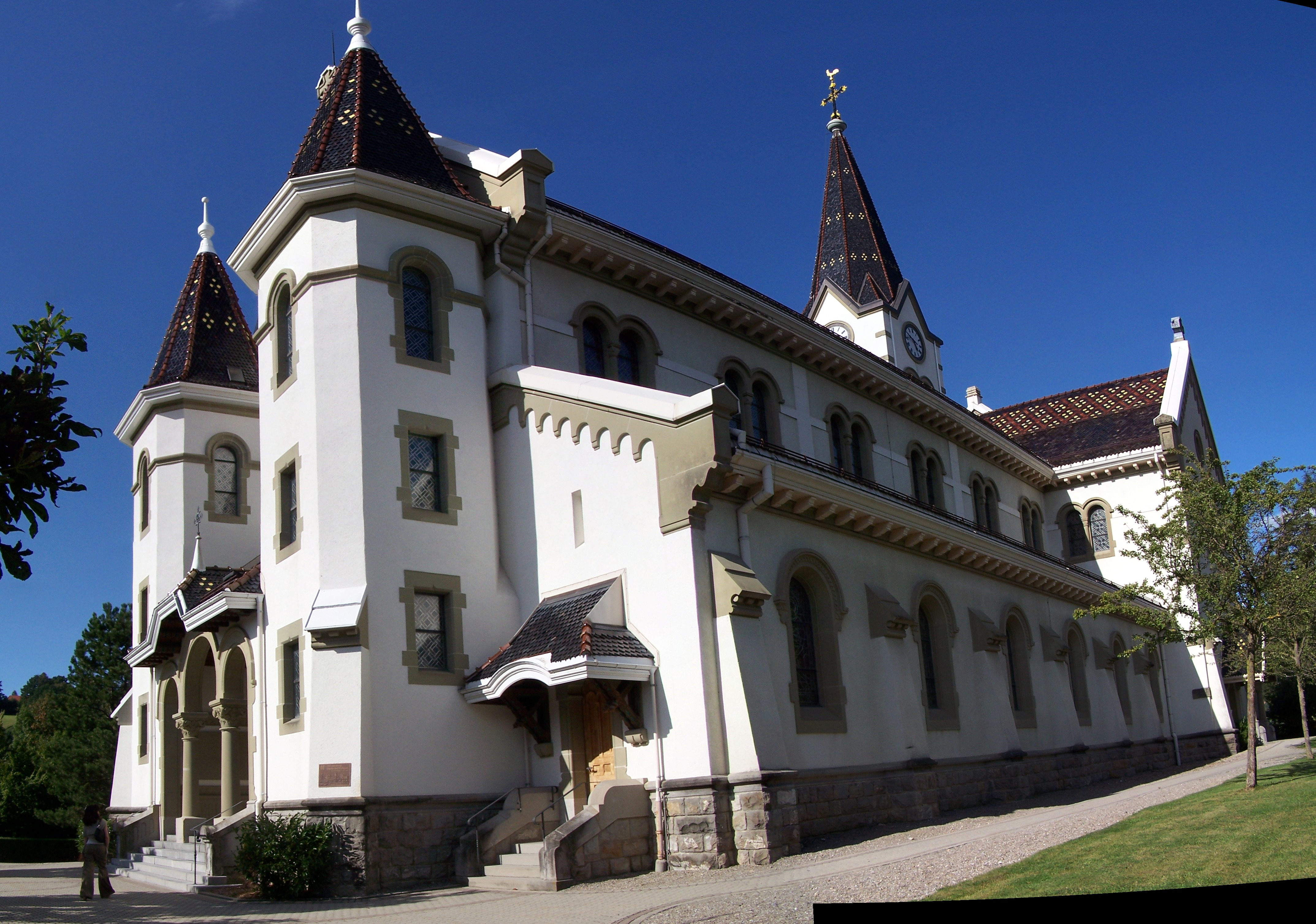
Pfarrkirche Maria Geburt
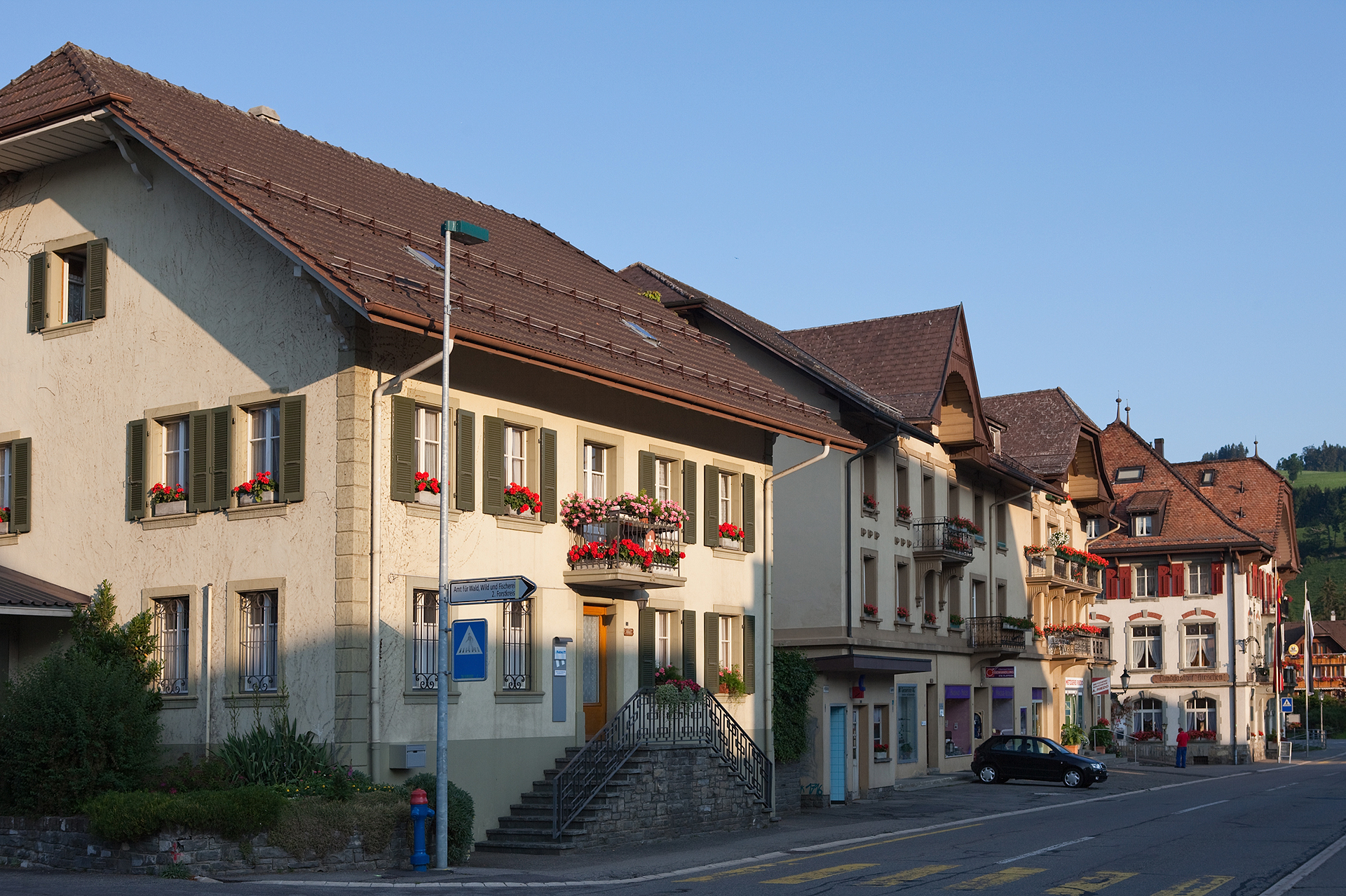
Dorfstrasse
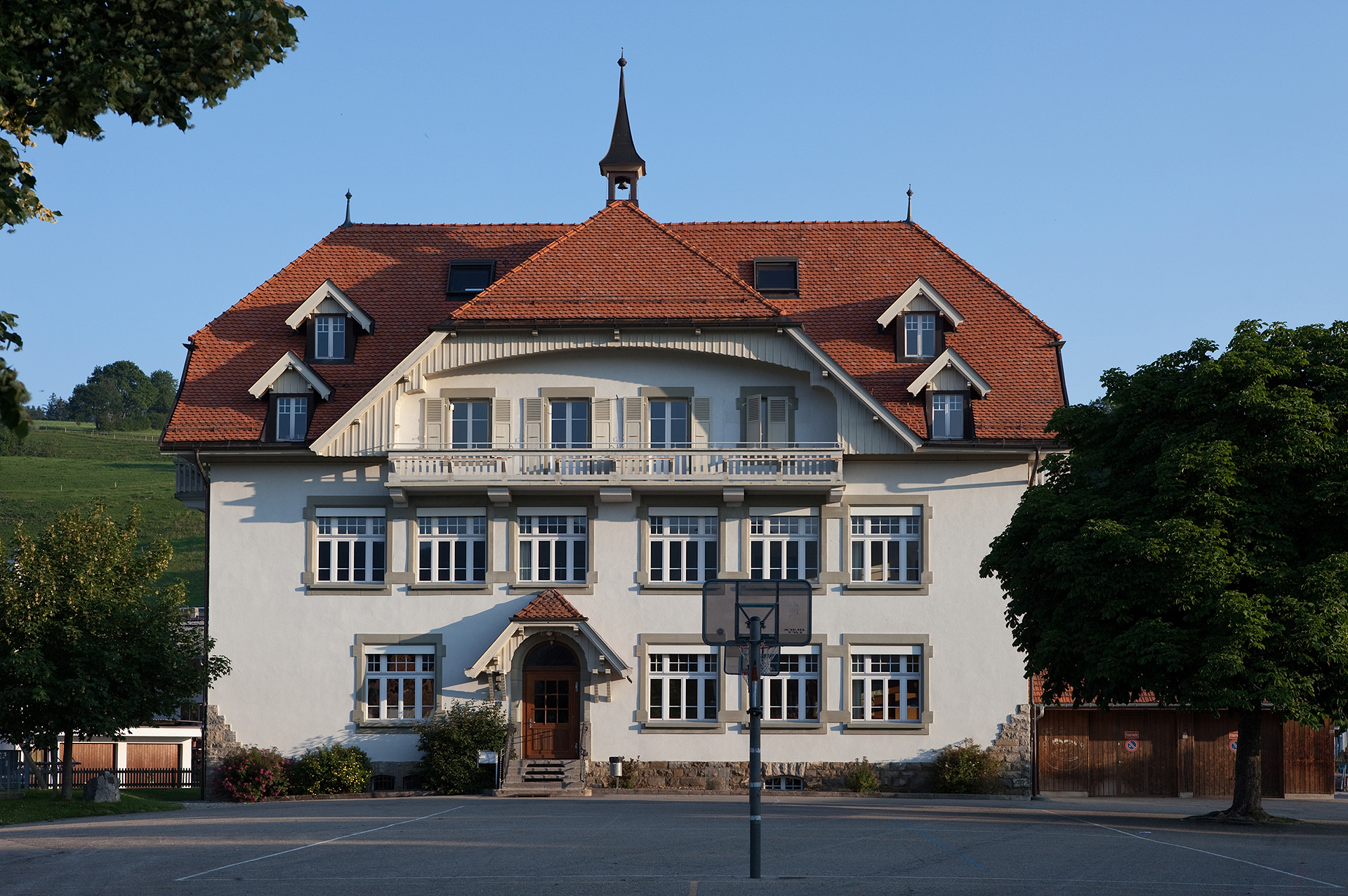
Schulhaus
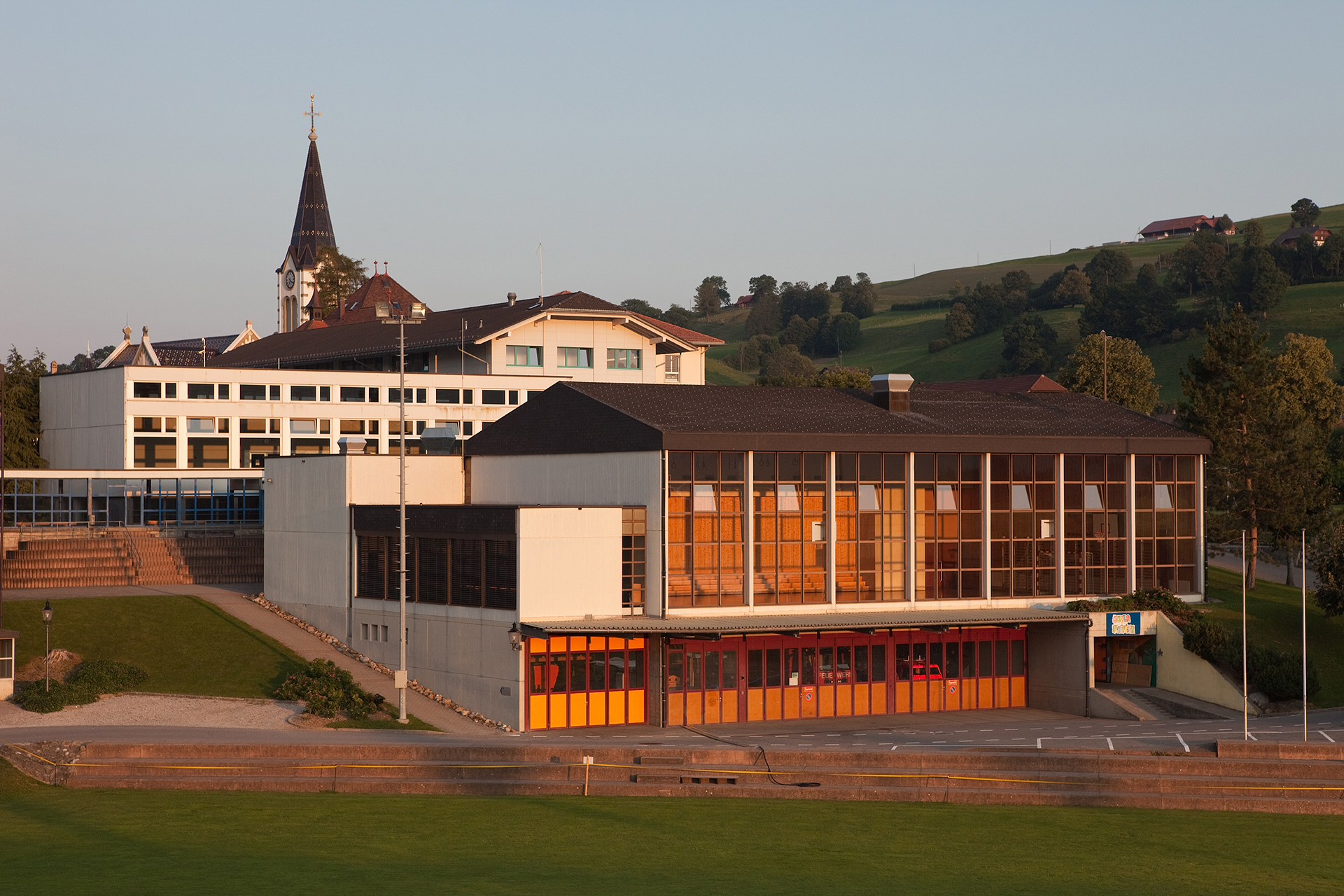
Schulanlage
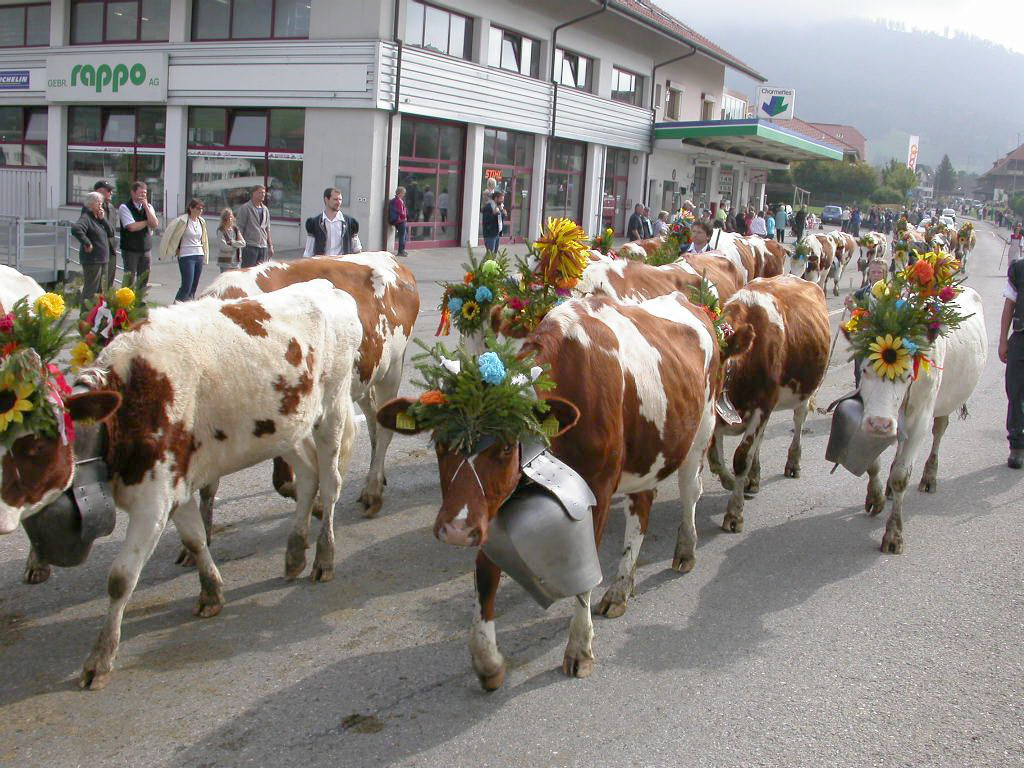
Alpabzug Schwarzsee - Plaffeien